# Victor Masselin
Pour les articles homonymes, voir Masselin.
Jean-Baptiste Victor Masselin, né à Avesnes-sur-Helpe le 2 décembre 1802 et mort dans l'ancien 2e arrondissement de Paris le 16 mai 1855,, est un auteur dramatique français.

## Biographie
Ses pièces furent jouées au Gymnase des enfants, à l'Ambigu-Comique, au Folies-dramatiques, au Théâtre-Français et au Théâtre des Variétés.

## Œuvres
- 1835 : Le Fils de Figaro, comédie-vaudeville en 1 acte, avec Edmond Burat de Gurgy, au théâtre de l'Ambigu-Comique (27 septembre)[4]
- 1836 : Les Deux Jumelles, comédie-vaudeville en 1 acte, au Gymnase-Enfantin (16 juin)
- 1839 : Les Trois Lièvres, vaudeville en 1 acte, avec Louis Durand de Beauregard[5], au théâtre des Variétés (19 mai)
- 1839 : Le Roi de carreau, vaudeville en 1 acte, avec Jules Chabot de Bouin, au théâtre des Folies-Dramatiques (3 octobre)[6]
- 1843 : L'Art et le Métier, comédie en un acte et en vers, avec Xavier Veyrat, à la Comédie-Française (19 avril)[7], d'après Le Charlatanisme, comédie-vaudeville en 1 acte d'Eugène Scribe et Édouard Mazères (1825)[8].